# Arco de Salinas
El arco de Salinas es un monumento arquitectónico de la ciudad de Salinas, departamento de Canelones. Fue construido en 1954 e inaugurado a principios de 1955, con la intención de que la entrada de Salinas tuviera un monumento artístico. Está emplazado sobre la Avenida Julieta y la Ruta Interbalnearia. Sus medidas alcanzan los 10,80 m de ancho y 24 m de largo.

## Historia
Al quedar habilitada la Ruta Interbalnearia para fines del año 1954, el escribano Hildebrando Berenguer pidió a varios arquitectos que le esbozaran proyectos adecuados al lugar. Entre varios bocetos presentados, eligió al que hoy constituye la entrada a la ciudad balnearia, presentado por Omar Ariasi. El joven arquitecto de inmediato puso en marcha la realización de la obra que quedó concluida en el verano de 1955.
En un principio el Arco tuvo una iluminación muy adecuada que durante muchos años pagó la compañía constructora, hasta que, entendiéndose que era un bien público, quedó a cargo del Municipio de Salinas, el que fue modificando su sistema lumínico
La construcción del Obelisco de Salinas, ubicada entre la Avenida Julieta y la Rambla, también fue propuesta por Hildebrando A. Berenguer, fue inaugurada en 1952, es completada con la efigie del arco ya que estando de pie en el punto medio de la entrada al balneario puede verse el arco y su flecha (el obelisco) disparados al cielo.

## Descripción
Tiene 7 metros de altura, posee 10,80 metros de ancho y unos 24 metros de largo. Los materiales utilizados para su construcción fueron hormigón y vigas de hierro. Por debajo de este monumento arquitectónico corre la avenida principal de la ciudad donde pueden circular conductores y peatones.
Posee una torre en uno de sus extremos cubierta de cerámicas, la cual desde su construcción está pintada con los símbolos característicos de Salinas: Los pinos, el obelisco, el nombre de la ciudad y el albatros. Este último, se debe a que en esa zona balnearia circulaban muchas aves de esta especie.
Frente a la torre se encuentra una fuente en la cual los habitantes de la ciudad arrojan monedas pidiendo deseos.

## Remodelación
Con el paso de los años el Arco fue sufriendo las inclemencias del tiempo por lo que se fue deteriorando. Los vecinos, comerciantes y el Municipio de Salinas a cargo del Alcalde Salvador Bernal, vieron la necesidad de remodelar esta obra y fue así que el 9 de febrero de 2012 quedó remodelado el Arco de Salinas.
Se hizo la impermeabilización de la estructura, pintura y restauración con decoración de la fuente de agua ubicada al pie del Arco. Fueron recolocadas las plantas autóctonas en su alrededor y se cercaron los extremos para mayor seguridad.
Se colocó una instalación eléctrica nueva que permite visualizar lo esbelto, original y sencillo a la vez del arco de Salinas, durante la noche.
El Arco de Salinas es considerado patrimonio de la ciudad de Salinas por su arquitectura y por ser un monumento ilustre en la entrada de la ciudad.